# Irene Kane
Pour les articles homonymes, voir Kane.
Chris Chase, plus connue sous le nom de scène d'Irene Kane, qu'elle utilisait au cours de sa carrière d'actrice, née le 12 janvier 1924 à Brooklyn et morte le 31 octobre 2013 à Manhattan, est une actrice, journaliste et écrivain américaine.

## Biographie

### Carrière d'actrice
Née à Brooklyn sous le nom de Chris Greengard, elle est âgée de 26 ans lorsqu'elle est remarquée par le réalisateur Stanley Kubrick qui lui demande de tenir le rôle féminin de son nouveau film, un thriller intitulé Le Baiser du tueur, une proposition qu'elle finit par accepter. Chris joue le personnage de Gloria Price, danseuse dans un night-club mal famé qui n'aspire qu'à fuir son patron (joué par Frank Silvera), mais qui est finalement sauvée par un boxeur, (incarné par Jamie Smith). C'est à cette époque qu'elle adopte le nom de scène d'Irene Kane.
Elle apparaît dans plusieurs épisodes de la série télévisée Naked City (1958-1963) et dans le film Que le spectacle commence (1979).

### Carrière journalistique
Sa carrière s'oriente vers le journalisme lorsqu'elle se met à écrire pour The New York Times, signant ses articles sous son nom de scène. Elle travaille aussi pour CBS et ABC. Elle est coauteure de nombreuses biographies : Rosalind Russell, Betty Ford, Alan King et Joséphine Baker. Elle rédige aussi ses mémoires dans un ouvrage intitulé How to Be a Movie Star - A Terrible Beauty is Born.

### Famille
Elle se marie au producteur de télévision Michael Chase, fils de la dramaturge Mary Chase, en 1962. Chris Chase est aussi la sœur du chercheur en neurosciences Paul Greengard.

## Décès
Irene Kane s'éteint à New York le 31 octobre 2013, atteinte d'un cancer du pancréas.

## Filmographie
- 1955 : Le Baiser du tueur : Gloria Price
- 1962 : Look Up and Live (série TV) : épisode  Aria de Capo
- 1958 - 1963 : Naked City (série TV) : Miss Hilton/ Betty Keller (épisodes Golden Lads and Girls et Stakeout)
- 1979 : Que le spectacle commence : Leslie Perry (crédité Chris Chase)